# Lista över rollfigurer i Scrubs

## Huvudroller

### Dr. John Dorian
Dr. Jonathan Michael Dorian, J.D., är en av huvudrollerna och berättaren i serien och spelas av Zach Braff.
J.D. är en yngre läkare som i seriens start börjar sin AT-tjänstgöring på Sacred Heart, där han lär känna Elliot som också precis börjat sin praktik. Han lär även känna sjuksköterskan Carla som har jobbat där i åtta år. J.D.:s bästa kompis är Chris Turk som han har känt sedan college. Man får en inblick i J.D.:s tankar då han ofta dagdrömmer märkliga drömmar. Under sitt första år börjar han dejta Elliot som han senare gör slut med. I andra säsongen försöker de igen men det fungerar inte. I tredje säsongen försöker de ännu en gång men J.D. krossar Elliots hjärta och de blir ovänner.
J.D. träffar andra personer mellan försöken med Elliot. I säsong 1 har han sex med Jordan Sullivan som var Dr. Cox exfru men det blir inget förhållande. Sedan hittar han Alex som han dejtar ett tag tills han får reda på att hon är missbrukare. I säsong två hittar han Jamie Moyer, (Amy Smart), vars man har legat i koma i 2 år. Hon vill träffa en ny person så de smådejtar lite och blir senare ihop på Jamies makes begravning. Men även detta förhållande tar slut. Han träffar även under säsong två Lisa i souvenirbutiken, men det blir aldrig något. I säsong 3 träffar han Danni Sullivan, (Tara Reid), som är syster med Jordan Sullivan och Ben Sullivan. De är ihop rätt länge men det tar slut när Danni får reda på att J.D. fortfarande gillar Elliot.
I säsong fyra kommer det en doktor som heter Molly Clock, (Heather Graham), som JD börjar gilla först när hon ska flytta till ett annat sjukhus. Det tar slut när Molly flyttar. Sen träffar J.D. den elaka advokaten Neena Broderick, (Julianna Margulies), ett tag men det tar slut för att hennes klient skulle stämma Turk och att han dejtade klientens advokat gjorde inte Turk och Carla så glada. Senare kom Kylie som J.D. träffade när han skulle göra en undersökning på hennes pojkvän James som hade en könssjukdom. James hade inte haft sex med Kylie utan varit otrogen med flera kvinnor så Kylie gjorde slut med honom och börjar träffa J.D. istället. De träffar varann ett tag tills Molly Clock kommer och hälsar på och J.D. går ut med henne på en dejt och råkar säga det till Kylie, som blir arg och ledsen och gör slut.
I säsong 5 träffar han Julie som det blir ett långt förhållande med, men tar slut för att hon aldrig har tänkt att skaffa barn. I slutet av säsong 5 träffar han Dr. Kim Briggs, (Elizabeth Banks), som blir gravid och de bestämmer sig för att behålla barnet. Men i början av säsong 6 byter Kim till ett annat sjukhus men J.D. och hon fortsätter med ett distansförhållande. När J.D. en gång hälsar på Kim för att göra ultraljud säger hon att hon har fått missfall och J.D. blir ledsen och de gör slut. Men när Turk och J.D. är på en läkarkonferens är Kim ordförande för mötet och har en jättestor mage. Hon vill att hon och J.D. ska träffas igen men J.D. vill inte. Kim föder barnet i början av säsong 7.
Man får även träffa några i JD:s familj. JD:s storebror Dan Dorian, (Tom Cavanagh), som fortfarande bor hos sin mamma kommer ofta och hälsar på J.D. Sam Dorian, (John Ritter), som är far till J.D. kommer en gång i säsong ett och hälsar på. I säsong fyra kommer Dan till J.D. och berättar att deras pappa har dött i en hjärtattack. Dan och J.D. tar detta besked på olika sätt. JD:s och Dans mamma får man aldrig se i serien men Dan berättar ständigt om de nya män som hon träffar.

### Dr. Chris Turk
Christopher Duncan Turk, Turk spelas av Donald Faison.
Turk är JD:s bästa kompis och har varit det sen college. Turk har ett förhållande med sjuksköterskan Carla Espinosa som han träffar i säsong 1, de förlovar sig i säsong 2, och i säsong 3 gifter de sig. De har problem med förhållandet i säsong 4, i säsong 5 försöker de skaffa barn och de får ett barn i säsong 6 som heter Izabella Turk.
Av Turks familj får se hans mamma och en av hans bröder, Kevin Turk. Turk började på Sacred Heart samtidigt som J.D. men han är kirurg så de träffas inte så mycket på jobbet.
Turk och JD har ett väldigt nära förhållande, det skämtas ofta i serien om att de är som ett gift gammalt par.

### Dr. Elliot Reid
Dr. Elliot Reid, Elliot är en av huvudrollerna i serien och spelas av Sarah Chalke.
Elliot är en kvinnlig läkare och börjar på Sacred Heart samtidigt som J.D. och Turk. Anledningen till att hon har ett mansnamn är att hennes pappa och syskon är läkare, så då fick hon ett manligt namn, eftersom det är fler män som är läkare. Elliot har (precis som J.D.), haft många förhållanden. Hon har varit ihop med J.D. tre gånger, en gång i säsong 1, en gång i säsong 2 och en gång i säsong 3. Men hon har även varit ihop med Sean Kelly (Scott Foley), i säsong 1, men det tog slut fort för Elliot tog jobbet före förhållandet.
I säsong 2 träffar hon Paul Flowers (Rick Schroder), men det tar slut för Elliot får kritik på jobbet för att Paul är sjuksköterska. Men i säsong 3 kommer Sean tillbaka och de börjar dejta igen och detta förhållande håller länge, även om Sean flyttar till Nya Zeeland i sex månader och de har ett långdistansförhållande. Men i slutet av säsong 3 tar det slut för JD lyckades övertala henne om att han var den rätta personen för henne. Men direkt när J.D. har fått Elliot inser han att han inte vill ha henne.
I säsong 4 börjar JD:s bror Dan Dorian (Tom Cavanagh) att dejta Elliot. Det tar snart slut för J.D. blir arg och ledsen för att Elliot blev ihop med hans bror. Men i slutet av säsong 4 kommer Jake som Elliot börjar gilla och de börjar dejta. Det tar slut i början av säsong 5 för Elliot kände att Jake inte var den rätte. Senare i säsong 5 när Elliot skulle skaffa sig en sexkompis hittar hon Keith Dudemeister, (Travis Schuldt), som hon börjar gilla på riktigt. Elliot och Keith håller ihop resten av säsong 5 och i säsong 6 friar Keith till Elliot och hon svarar ja. Men det visar sig att Elliot inte är redo för att gifta sig och gör slut och Keith blir ledsen och arg och kallar Elliot fula saker. De blir ihop ett litet tag igen, men Elliot gör slut igen.
Av Elliots familj får se hennes mamma och pappa. Pappan är chef på ett sjukhus som är bättre än Sacred Heart och gillar därför inte att Elliot jobbar där. Elliots pappa ger henne även ett hus och bil, men när Elliot gör sin pappa arg tar han tillbaka alla saker. Elliots mamma är en utseendefixerad kvinna som inte är trogen mot sin man. En gång när Elliot tar hem en dejt åker dejten och hennes mamma iväg på en romantisk semester. Man hör Elliot prata med sin mamma i telefon, hon frågar om hon har blivit lesbisk bara för att hon aldrig träffar någon. Elliots föräldrar har aldrig riktigt funnits där för henne för växte upp med en nanny. Man får även höra Elliot prata om sin bror Barry som är homosexuell men man har aldrig sett honom.

### Carla Espinosa
Carla Espinosa, Carla spelas av Judy Reyes.
Carla är sjuksköterska och har jobbat på Sacred Heart i 8 år innan J.D. och Turk kommer dit. Redan i början blir hon uppvaktad av Turk som vill gå ut på en dejt med henne. Detta leder till ett bröllop i säsong 3 och ett barn i säsong 6 som heter Izabella Turk. Carla är väldigt dominant och kan bli sur om hon inte får som hon vill. I början av säsong 1 är Carla och Elliot ovänner men senare är de bästa kompisar.
Av Carlas familj får se hennes mamma, hennes tre systrar och hennes bror. Carlas mamma dog i säsong 2 och Carla sörjer mycket. Hennes bror Marco och Turk är ovänner och bråkar mycket när han hälsar på. Carlas systrar får man se på hennes bröllop.
Under seriens gång visar det sig att Carla har dejtat Dr Cox, vilket Turk ogillar.

### Dr. Perry Cox
Dr. Percival Ulysses Cox, Dr. Cox spelas av John C. McGinley.
Dr. Cox är en läkare som har jobbat på Sacred Heart en längre tid innan J.D. kommer dit. Han hackar ständigt, (precis som The Janitor), på J.D. och kallar honom tjejnamn och Newbie. I säsong 5 blir han av en tidning utnämnd till stadens bästa doktor vilket gör honom kaxig. Han blir även vän med The Janitor i säsong 5, men det visar sig att vaktmästaren inte kan vara vän med Cox när de andra vaktmästarna ser.
Av Dr. Cox familj får man se hans exfru Jordan Sullivan som han senare blir ihop med igen och skaffar barn med. Hans religiösa syster Paige Cox hälsar på i säsong 5. Hans föräldrar har man aldrig fått se, men Cox berättar om hur hans pappa är alkoholist och visade kärlek endast genom att av misstag missa när han kastade tomma whiskyflaskor mot honom och hans syster. Man får se hans son Jack Cox som föds i säsong 2 och döps i säsong 5. I samma säsong blir Jordan gravid med ännu ett barn som hon föder i säsong 6. Det blir en dotter som Jordan vill döpa till Jennifer Dylan efter förslag av J.D. Perry gillade inte namnet då hennes initialer skulle bli "J.D.", men Jordan fick sin vilja igenom och deras andra barn döps till Jennifer Dylan Cox. J.D. vill bli Jennifers gudfar men det vägrar Dr. Cox och låter istället sonen Jack bli gudfar.
Dr. Cox dricker ofta i sin minibar som han har i sin lägenhet eller på baren dit J.D. och Turk ofta går.

### Dr. Robert Kelso
Dr. Robert Kelso, Bob spelas av Ken Jenkins.
Dr. Kelso är den elaka sjukhuschefen som både hatar och blir hatad av alla. Han är gammal i serien och går i pension i säsong 7. På sjukhuset spelar Bob mycket Pacman på ett arkadspel som står i sjukhusets fikarum. Han har slagit det högsta rekordet och det framgick att han stod där så länge att folk dog när han inte tog hand om dem. Bob står ofta på taket och röker pipa. Sjukhusets pengar går oftast åt till bekvämligheter i Bobs kontor.
Det framgår i serien att Bob är gift med en tjock kvinna i rullstol vid namn Enid. Bob har också en homosexuell son som heter Harrison och Bob klagar ofta på hans sons val av pojkvänner, antingen är de fattiga eller hemlösa. En av Harrisons pojkvänner ägde ett bageri där Bob fick ta hur mycket bakelser som han ville, vilket gjorde att han gick upp i vikt som Vaktmästaren hade väldigt roligt åt. Bobs hund Baxter var hans bästa vän och när Baxter dog blev han så ledsen att Carla fick ta hand om hans jobb i en dag. Baxter spelades av Ken Jenkins riktiga hund.

### The Janitor (Glenn Matthews)
The Janitor, (på svenska vaktmästaren), är en av huvudpersonerna i Scrubs och spelas av Neil Flynn.
Ända sedan JD började på Sacred Heart har Vaktmästaren retat och varit allmänt elak mot honom. Vaktmästaren ljuger även mycket, till exempel så har han sagt att han har ett barn och fru, men en annan gång är han inte i något förhållande. En annan gång sade han att han har varit professionell häcklöpare vilket kan vara sant för han springer väldigt snabbt och hoppar högt vilket man fick se när han skulle slå ner JD en gång. Han gillar i hemlighet "Den Blonda Doktorn" som är Elliot, men han vet inte hennes namn. Men i säsong 6 träffar han i två avsnitt en tjej som heter Lady. Man har aldrig fått höra vad Vaktmästaren heter på riktigt. Hans bästa kompis bland de andra vaktmästarna är den lilla Randall, men han är även bra kompis med Troy som jobbar i kafeterian. Neil Flynn som spelar Vaktmästaren är 1,96 m lång i verkligheten.
Neil Flynn sökte först rollen som Dr. Percival Ulysses "Perry" Cox, innan han fick sin roll som Vaktmästaren. Bill Lawrence, skaparen av serien, tyckte personligen att Neil var den bättre skådespelaren för rollen som Dr. Perry Cox. Men på grund av Bills personliga band till John C. McGinley fick inte Neil rollen.

## Återkommande rollfigurer

### Ted Buckland
Theodore Buckland, Ted, är Sacred Hearts advokat och spelas av Sam Lloyd.
Ted är dock ingen lyckad advokat utan har aldrig vunnit ett mål och är ständigt svettig och har dåligt självförtroende. Därför ser man honom ofta försöka ta livet av sig genom att hoppa från sjukhusets tak, men han vågar aldrig. Ted är inte i något förhållande men han har varit gift och skilt sig och bor numera med sin mamma som han även delar säng med, och i ett avsnitt har han sex med en patient som vill förlora oskulden innan hon dör. I säsong 5 ser man att Ted umgås mycket med Vaktmästaren, Lloyd, The Todd och Doug. Han är även medlem i a cappella bandet The Worthless Peons som består av fyra personer. The Worthless Peons består av Sam Lloyds riktiga band som är professionella sångare men i Scrubs spelar de väldigt patetiska sångare.
I säsong 7 får även ted en flickvän som heter Gootch. I komediserien "Cougar Town" förekommer Ted i ett avsnitt. Han befinner sig då på Hawaii och är omtalad för att kunna göra alla låtar deppiga. Hans flickvän har lämnat honom för en annan scrubs-karaktär, "Hootch"

### Keith Dudemeister
Spelas av Travis Schuldt.
Keith är en praktikant på Sacred Heart och han börjar jobba där i säsong 5. Första avsnittet i säsong 5 får man se mycket ur Keiths ögon hur han inte vågar prata och försöker finna mod till det. JD är chef över Keith och några andra praktikanter. JD tycker inte om Keith för han är bättre än alla andra och han är ständigt snäll. En gång när Elliot ska skaffa en sexkompis valde hon Keith och efter att de träffat varann ett par gånger visar det sig att de gillar varann. Detta gör ju förstås så JD ogillar Keith ännu mer. Men senare i säsongen accepterar han Keith. Elliot och Keith håller ihop ända till säsong 6 när Keith friar till Elliot och hon svarar ja och gör slut kort efter. Keith blir ledsen och arg och kallar Elliot fula ord.

### Dr. Doug Murphy
Spelas av Johnny Kastl.
Doug är en läkare som inte kan göra någonting rätt. På Sacred Heart blir han även kallad för Nervösa Killen för han är ständigt nervös. Han fick gå om praktiken ett år och i ett avsnitt när han gör väldigt många fel frågar han Elliot om hon tycker att han passar som läkare. Elliot tycker förstås inte att han gör det och tänker säga detta till honom efter att ha tänkt över saken, men då visar det sig att han har en väldig talang för att ta reda på vad vissa personer har dött av i bårhuset. Därför är han där numera i serien. Man får ständigt se honom gå runt med ett lik i en likväska för han har tappat bort sin bår.

### Dr. Todd "The Todd" Quinlan
Spelas av Robert Maschio.
Todd är en kirurg som ständigt säger sexistiska saker till de kvinnliga sjusköterskorna. Todd är dock den bästa kirurgpraktikanten enligt Dr. Wen. Han är också är en väldigt bra kompis med Turk. Todd gör hela tiden High Five med alla och han har en massa olika sorters High Five, till exempel Miracle Five, Traitor Five, Imagine Five och Sorry Five och alla hans High Fives är jättehårda så alla får ont när de gett honom en High Five.
Robert Maschio, som spelar Todd, berättar att när han är ute och går på stan så vill alla Scrubsfans göra High Five med honom.

### Laverne Roberts
Spelas av Aloma Wright.
Laverne är en sjuksköterska på Sacred Heart som är en bra vän med Carla. Laverne är en riktig skvallertant och lyssnar efter skvaller och är alltid där när någon berättar något skvaller. Laverne är gift med Mr. Roberts som man aldrig har fått se men hon har berättat om honom. Hennes hummande, Mhm, är väldigt typiskt Laverne. I säsong 6 är hon med om en bilolycka och avlider senare av skadorna som hon fått.
Aloma Wright, som spelar Laverne, återkommer som en annan sjuksköterska i några avsnitt i säsong 7. J.D. kallar henne "Laverneagain", som på svenska blir "Laverneigen", därför han tycker att hon liknar Laverne så mycket.

### Jordan Sullivan
Spelas av Christa Miller.
Jordan är Dr. Cox exfru och dyker upp första gången i säsong 1 där hon ska bli undersökt av J.D. som tar detta väldigt allvarligt så när Jordan tänker gå ut på fest så säger J.D. till henne på skarpen och då har Jordan sex med honom bara för att få komma ut ur sjukhuset. I första säsongen bråkar Dr. Cox och Jordan varje gång Jordan kommer, för hon kommer ofta för hon jobbar i styrelsen på sjukhuset. 
Men i säsong 2 blir Jordan och Dr. Cox ihop igen för Jordan är gravid. Jordan säger att det inte är Dr. Cox's barn, men det visar sig att det är det. Så i slutet av säsong 2 får Jordan och Dr. Cox ett barn som heter Jack Cox som dyker upp ibland i serien. I säsong 5 blir Jordan gravid igen och Dr. Cox och Jordan får en liten flicka i säsong 6. JD tyckte att hon skulle heta Jennifer Dylan eftersom hennes initialer skulle då bli"J.D". Jack Cox är Jennifer Dylans gudfar.

### Dr. Phillip Wen
Spelas av Charles S. Chun.
Dr. Wen är inte en särskilt stor roll i Scrubs men dyker upp då och då. Han är chef över kirurgerna och bestämmer vem som får göra vilken operation och sådant. In avsnittet "My Catalyst", då avslöjar hans namnskylt honom som Phillip Wen.

### Dr. Kim Briggs
Spelas av Elizabeth Banks.
Kim Briggs är en doktor som länge har jobbat på Sacred Heart, men J.D. har aldrig "sett" henne för hon har en förlovningsring på fingret. Men Kim är skild och har på sig ringen bara för att inte bli förföljd. När J.D. får reda på detta går han genast ut på en dejt med Kim. Dejten går bra och de blir ett par. Men när de ska på sin tredje dejt säger Kim att hon har blivit gravid. J.D. accepterar detta och är redo för att få ett barn. Men Kim ska byta sjukhus och gå på ett som ligger längre bort, men de har ett långdistansförhållande som fungerar bra. När J.D. ska åka till Kim för hon ska göra ett ultraljud säger Kim att hon har fått missfall. Detta gör att de splittrar på sig. Men en gång när J.D. och Turk är på en läkarkonferens är Kim ordförande och hon har en jättestor mage. Kim vill att J.D. ska ta tillbaka henne men J.D. vill inte. Kim föder JD:s barn i säsong 7.

### Dr. Taylor Maddox
Spelas av Courtney Cox.
Dr. Taylor Maddox dyker upp i säsong 8 som Dr. Kelsos ersättare då han har fått gå i pension. Hon tycker inte riktigt om skicket som Kelso lämnade sjukhuset i och börjar genast att försöka visa att det är hon som bestämmer.

## Rollfigurer som har varit med i mer än en säsong

### Colonel Doctor
Spelas av Bob Bencomo.
Colonel Doctor har genom åren varit en återkommande biroll. I säsong 7 får man reda på att han heter Coleman Slawski. Han har nästan aldrig sagt något, utan bara några få ord. Personalen på Sacred Heart går ofta in i honom när han t. ex bär en hög med papper så han tappar allt. Det visar sig att är pappa till Lloyd - budkillen. Han har vitt hår & skägg och bär glasögon.

### Dr. Beardfacé
Spelas av Geoff Stevenson.
Dr. Beardfacé är en doktor på Sacred Heart som mest syns i bakgrunden, men har repliker ibland. Många på Sacred Heart säger Beardface, på svenska skäggansikte, till honom och då ryter han till och säger att han heter Beardfacé och frågar varför de alltid säger Beardface, och när de förolämpar honom med att t. ex säga att det är för att hans ansikte består av 5/6 av skägg ropar han Damn You All!.

### Snoop Dogg Intern/Resident/Attending
Spelas av Manley Henry.

### Dr. Mickhead
Spelas av Frank Encarnacao.

### Lloyd
Spelas av Mike Schwartz.
Lloyd är en budbärare som dyker upp första gången tidigt i säsong 1 och återkommer mer i serien efter detta. Lloyd var trummis i Vaktmästarens och Teds luftband där man låtsades att spela olika musikinstrument för att vinna en dag gratis på vattenpalatset. Han har haft drogproblem. I säsong 7 har han fått ett nytt jobb och kör ambulansen.

### Sean Kelly
Spelas av Scott Foley.
Man fick först se Sean i säsong 1 där han och Elliot började dejta varann, men de gjorde slut för Elliot lät jobbet gå före pojkvännen. Sen kommer han igen i säsong 3 och de försöker igen, vilket gick väldigt bra. Sean blir den perfekta killen som alla vill ha och JD blir avundsjuk på Sean för han gillar Elliot vid denna tiden. Lite senare i säsong 3 ska Sean flytta i sex månader till Nya Zeeland och de försöker på ett långdistans förhållande som fungerar väldigt bra. Sen kommer Sean hem tidigare än väntat och Elliot blir jätteglad. Men till sist lyckas JD övertala Elliot att han är den rätta personen för henne och hon gör slut med Sean, vilket var hennes livs misstag för JD inser direkt när han har fått Elliot att han inte vill ha henne. Sean blir tillsammans med Kim, men har problem med att hon tar hand om JD:s barn (Sam)

### Sam Thompson
Spelas av Alexander Chaplin.
Sam dök upp första gången i säsong 2 där han lurade Elliot att han hade ont för att kunna få medicin med narkotika i, men han blev avslöjad. Sen dök han upp i säsong 5 där han lurade Jordan för att få pengar. Men han dök även upp i säsong 6 där han hjälper knarkare, men det framgår att han gjorde detta för att de blev tvungna att ge allt deras knark till Sam och han fick sluta sin rehabilitering.

### Ben Sullivan
Spelas av Brendan Fraser.
Ben är bror till Jordan och Danni Sullivan. Han dök upp i säsong 1 och hälsade på Jordan och Dr. Cox. Efter Jordans och Dr. Cox's skilsmässa var han tvungen att välja mellan att vara kompis med Jordan eller Dr. Cox och han valde Cox. Därför var Ben och Dr. Cox mycket med varandra på sjukhuset. Ben gillar att ta kort och går ständigt runt med en kamera runt halsen. Han gillar inte kort där man poserar utan mer när folk inte är beredda på kortet. Men sen upptäcker man att Ben har leukemi, men han klarar sig. Men i säsong 3 kommer Ben tillbaka och hälsar på. Men Ben har inte kollat hur det går med sin sjukdom under två år vilket leder till att han avlider. I det avsnittet som Ben dör i kan man se att efter att Dr. Cox har sagt att man måste kolla upp sjukdomen då och då, är det bara Dr. Cox som ser honom och pratar med honom vilket blir som filmen Sjätte sinnet. Det här räknas som ett av de sorgligaste avsnitten av Scrubs.

### Dan Dorian
Spelas av Tom Cavanagh.
Dan är JD:s storebror och dyker upp i tid och otid. Han dyker upp första gången i säsong 2, sen i 3, 4, 5 och 7. I säsong 4 började Elliot och Dan träffa varann men J.D. såg till att de gjorde slut. Dan bor fortfarande hos sin mamma på vinden och jobbar som bartender. Dans familj består av lillebrodern JD, hans mamma, och pappa Sam som dog i säsong 4 och Dan tar detta genom att tillbringa det mesta av sin tid i JD:s badkar drickandes öl.

### Randall
Spelas av Martin Klebba.

### Danni Sullivan
Spelas av Tara Reid.

### Troy
Spelas av Joe Rose.
Troy är en stor och stark man som står i cafeterian och serverar mat. Troy är bra kompis med Vaktmästaren och han är väldigt korkad för att vara en vuxen karl.

### Marco Espinosa
Spelas av Freddy Rodriguez.

### Harvey Corman
Spelas av Richard Kind.

### Gloria
Spelas av Christina Miles.

### Lonnie
Spelas av Michael Hobert.

### Jason Cabbaggio
Spelas av Shaughn Buchholz.

### Rex
Spelas av Aaron Ikeda.

### Mark Cabbage
Spelas av J.B. Ghuman Jr.

### Leonard
Spelas av Randall Winston.

### Dr. Hedrick
Spelas av Dave Foley.

### Hooch
Spelas av Phill Lewis.
Hooch är med i säsong 5 och är ganska annorlunda än de andra på sjukhuset. J.D. och hans vänner gillar att säga "Hooch is crazy". De har lite kul med honom och de ber en praktikant att ständigt följa efter honom, utan att säga varför. Detta gör Hooch ganska irriterad.

## Gästroller

### Nick Murdoch
Spelas av Sean Hayes.
Nick var med i ett avsnitt i säsong 1 och han överglänste ständigt JD, till JD:s förtret. Nick verkar vara bäst på allting, men senare visar det sig att han har svårigheter att hantera jobbet emotionellt och blir tvungen att sluta.

### Alex
Spelas av Elizabeth Bogush.
Alex kommer i säsong 1 och jobbar som socialarbetare på Sacred Heart. Hon lyckas halka och slå i sig så hon måste röntgas vilket gör Dr. Kelso rädd för att Alex ska stämma sjukhuset och ber JD gå och se till henne för han har ett frändligt ansikte. JD kan inte se Alex's ansikte för det är inne i röntgenmaskinen, men de börjar prata och JD chansar och bjuder ut henne fastän han inte har sett hennes ansikte. När Alex kommer ut visar det sig att hon var snygg och de börjar dejta och blir ihop. De gjorde slut ett litet tag för att JD tog jobbet före tjejen men han får en chans till. I ett avsnitt får de som jobbar på Sacred Heart reda på att någon snor en massa Percocet vilket visar sig vara Alex. JD blir arg och ledsen och de gör slut.

### Josh
Spelas av DJ Qualls.
Josh är en praktikantläkare som J.D. fick ta hand om. Josh var inte så bra läkare utan gjorde flera misstag och varje gång han gjorde ett misstag sa Carla: Det är bara ett misstag vilket får J.D. att ryta till efter ett tag och säga att om man skulle lägga ihop alla misstagen skulle det bli fyra miljoner. J.D. skäller sedan ut Josh eftersom J.D. var tvungen att stanna på sjukhuset hela natten och städa upp efter Joshs misstag. Då börjar Josh tvivla på sig själv och slutar på Sacred Heart men J.D. lyckas övertala honom att komma tillbaka och försöka igen. I slutet av det avsnittet ser man Josh sitta i sina sjukhuskläder igen, men han syns inte till mer efter det.

### Sam Dorian
Spelas av John Ritter.
Sam är JD:s pappa och han förekommer första gången i ett avsnitt i säsong 1 där han kommer och hälsar på JD. Han säljer kontorsmateriel, men är inte så bra på det. Han är en riktig slusk när han hälsar på och JD skäms över honom. Man ser honom även i en av J.D.:s tankar där det är J.D.:s födelsedag och Sam ger honom en ringklocka till cykeln och säger att han kommer att få en ny del varje år tills han har en hel cykel. I säsong 4 får man reda på att Sam har dött i en hjärtattack. Anledningen till hans plötsliga död i serien var att John Ritter faktiskt dog på riktigt.

### Julie Keaton
Spelas av Heather Locklear.
Julie är en snygg medicinförsäljare som kommer till Sacred Heart för att lansera en ny medicin. Alla är ute efter henne men hon blir ihop med Dr. Cox. Men då kommer Jordan tillbaka från en resa och är gravid och vill ha tillbaka Dr. Cox så Julie och Jordan blir rivaler och försöker få Dr. Cox att välja vilken kvinna han vill vara med. Cox väljer till sist att vara med Jordan.

### Kevin Turk
Spelas av D.L. Hughley.
Kevin är Turks bror och han hälsar på en gång i säsong 2. Turk har precis förlovat sig och vid matbordet där Carla sitter med frågar Turk hur det går med Kevins fru. Turk säger att det är slut och att han är glad för det, men Turk gillade inte att Kevin sa detta framför Carla. Kevin har betalat alla Turks medicinutbildningar så Turk står i skuld till honom. Man får även höra Kevins röst i telefonsvararen där han säger att han kan vara bestman på Turks bröllop.

### Dr. Townshend
Spelas av Dick Van Dyke.
Dr. Townshend är en läkare som länge har jobbat på Sacred Heart men endast är med i ett avsnitt. Han är kompis med alla och är väldigt snäll, men blir avskedad för att han använde gamla och osäkra metoder som rent av är farliga.

### Dr. Pete Fisher
Spelas av Jay Mohr.
Pete är med i ett avsnitt i säsong 2 och han är snäll mot alla, men Pete och Dr. Cox var rivaler sedan tidigare, orsaken kunde inte J.D. komma på. Pete blir den mentor som J.D. alltid velat ha, tills han får reda på att det är Pete som gjorde så att Dr. Cox och Jordan skilde sig. Pete, som är privatläkare, lämnade Sacred Heart i samma avsnitt.

### Paul Flowers
Spelas av Rick Schroder.
Paul dyker upp i säsong 2 där han börjar dejta Elliot och detta förhållande håller ett tag. Paul är sjuksköterska och blir ofta retad för att ha en kvinnas jobb. Elliot och Paul gör slut efter ett par avsnitt därför att Elliot tyckte att han bestämde för mycket och jämt sa till henne vad hon skulle göra.

### Jamie Moyer
Spelas av Amy Smart.

### Spence
Spelas av Ryan Reynolds.
Spence är en gammal collegekompis till J.D och Turk som kommer på besök i säsong 2. Det framgår att det är Spence som fick J.D att börja använda hårvax och fixa till håret.

### Dr. Moyer
Spelas av Lee Arenberg.

### Dr. Dave Norris
Spelas av Christopher Meloni.

### Dr. Kevin Casey
Spelas av Michael J. Fox.

### Dr. Molly Clock
Spelas av Heather Graham.
Molly är psykolog som kommer till Sacred Heart i några avsnitt i början på säsong 4 och jobbade där ett tag. Hon blev kompis med Elliot. Men några avsnitt senare skulle hon byta sjukhus och det blev avskedsfest för Molly. Det är först då som J.D. börjar gilla Molly och vill bli hennes pojkvän, men han är för sen. Molly kommer tillbaka lite senare i ett avsnitt i säsong 4 där hon hälsar på. J.D. som då är ihop med Kylie gick ut med Molly istället för Kylie och råkade säga det till Kylie som blev arg och ledsen, så de gjorde slut. Sen dess har man inte sett Molly.

### Kylie
Spelas av Chrystee Pharris.

### Neena Broderick
Spelas av Julianna Margulies.

### Murray Marks
Spelas av Matthew Perry.
John Bennett Perry spelar Murray Marks pappa i avsnittet "My Unicorn", och är i själva verket Matthew Perrys riktiga pappa.

### Billy Callahan
Spelas av Colin Farrell.

### Paige Cox
Spelas av Cheryl Hines.
Paige är Dr. Cox syster som förekommer en gång i säsong 5 när hennes brorson Jack Cox ska döpas. Dr. Cox gillar inte när Paige hälsar på och alla tror att det är för att Paige är religiös och att Dr. Cox är icke-troende. Men det visar sig att orsaken är att Cox har försökt att glömma deras hemska uppväxt och när han ser Paige kan han inte tänka på något annat. Paige åker iväg i slutet av samma avsnitt.

### Julie Quinn
Spelas av Mandy Moore.

### Mrs. Patricia Wilk
Spelas av Michael Learned.

### Mr. Sutton
Spelas av Jason Bateman.
Mr. Sutton var med i ett avsnitt i säsong 5 då J.D. hade tagit hand om honom och väntade sig ett tack som han inte fick. Detta gjorde J.D. lite småsur och han ville ha det tacket till varje pris, så han och Turk åkte hem till Sutton. Sutton hade flera strutsar som skyddade huset och när J.D. och Turk kommit förbi dessa och in i huset fick de reda på varför Sutton inte sa tack: Sutton var sophämtare, och hur många gånger sa folk tack till honom? Detta gjorde att J.D. nästa dag väntade på sophämtaren för att kunna säga tack, men Sutton har man aldrig sett sen dess.

### Private. Brian Dancer
- Spelas av Michael Weston.

### Melody O'Harra
- Spelas av Keri Russell.